# Baviera-Ingolstadt
Baviera-Ingolstadt va ser una branca de ducs de Baviera que va existir des de la partició de Baviera-Landshut el 1392 fins al 1445, quan va passar a la segona línia de Baviera-Landshut. Els ducs van ser:
- Esteve III 1392-1413
- Lluís VII el Barbut (fill) 1413-1443
- Lluís VIII (fill) 1443-1445